# Estímulo (fisiologia)

A luz da lâmpada (1.) funciona como uma mudança detectável no ambiente da planta. Como resultado, a planta exibe uma reação de fototropismo - crescimento direcional (2.) voltado para o estímulo luminoso.

Em fisiologia, um estímulo é uma mudança detectável nos ambientes interno ou externo. A habilidade de um organismo ou órgão para responder a estímulos externos é chamada sensibilidade. Quando um estímulo é aplicado a um receptor sensorial, normalmente provoca ou influencia um reflexo pela transdução de estímulos. Estes receptores sensoriais podem receber informações de fora do corpo, como receptores sensíveis ao toque encontrados na pele ou receptores sensíveis à luz no olho, assim como de dentro do corpo, como os quimiorreceptores e mecanorreceptores. 
Um estímulo interno é, frequentemente, o primeiro componente de um sistema de controle homeostático. Estímulos externos são capazes de produzir respostas sistêmicas ao longo do corpo, como na reação de lutar ou fugir. Para que um estímulo tenha uma alta probabilidade de ser detectado, sua intensidade deve exceder o limiar absoluto; se um sinal ultrapassa o limiar, a informação é transmitida ao sistema nervoso central (SNC), ao qual é integrada e uma decisão sobre como reagir é feita. Ainda que estímulos comumente façam o corpo responder, é o SNC que determina ao fim se um sinal causará ou não uma reação.

## Tipos

### Interno

#### Desequilíbrios homeostáticos
Desequilíbrios homeostáticos são as principais forças causadoras de mudanças no corpo. Estes estímulos são monitorados de perto por receptores e sensores em diferentes partes do corpo. Estes sensores são os mecanorreceptores, os quimiorreceptores e os termorreceptores que, respectivamente, responde a pressões e tensões, mudanças químicas ou alterações de temperatura. Exemplos de receptores incluem os barorreceptores, que detectam mudanças na pressão arterial, os discos de Merkel, que detectam toque ou pressão continuados, e as células ciliadas, que detectam estímulos sonoros. Desequilíbrios homeostáticos que podem servir como estímulos internos incluem níveis de nutrientes e íons no sangue, de oxigênio e de água. Desvios do ideal homeostático podem gerar uma emoção homeostática, como dor, sede e fadiga, que motiva o comportamento que restaurará a estabilidade do corpo (como a flexão muscular, a ingestão de líquido ou o descanso).

#### Pressão arterial
Pressão arterial, frequência cardíaca e débito cardíaco são medidos por receptores de tensão encontrados nas artérias carótidas. Nervos inseridos nestes receptores, quando detectam tensão, são estimulados e emitem potenciais de ação ao sistema nervoso central. Estes impulsos inibem a constrição dos vasos sanguíneos e diminuem a frequência cardíaca. Se estes nervos não detectarem tensão, o corpo considera a baixa pressão arterial percebida um estímulo perigoso e sinais não são enviados, impedindo a ação de inibição do SNC; vasos sanguíneos se comprimem e a frequência cardíaca aumentará, causando uma elevação da pressão arterial no corpo.

### Externos

#### Tato e dor
Estados sensoriais, especialmente a dor, são estímulos que podem provocar uma intensa resposta e causar mudanças neurológicas no corpo. A dor também causa uma mudança comportamental no corpo, proporcional à intensidade da dor. A sensação é registrada por receptores sensoriais na pele e viaja até o sistema nervoso central, no qual é integrada e uma decisão sobre como responder é feita; se for decidido que uma resposta deve ser dada, um sinal é enviado a um músculo, que age apropriadamente de acordo com o estímulo. No giro pós-central, está localizado o córtex somatossensorial primário, a principal área sensorial receptiva ao tato.
Os receptores de dor são conhecidos como nociceptores. Existem dois tipos principais de nociceptores, os de fibra A e os de fibra C. Receptores de fibra A são mielinizados e conduzem correntes rapidamente. Eles são usados principalmente para conduzir dores agudas, que se iniciam rapidamente. Receptores de fibra C não são mielinizados e transmitem em baixa velocidade. Estes receptores conduzem dores difusas, que se iniciam lentamente.
O limiar absoluto para o tato é a quantidade mínima da sensação necessária para provocar uma resposta dos receptores de contato. A quantidade desta sensação tem um valor definível e é frequentemente considerada como a força exercida pela queda da asa de uma abelha na bochecha a um centímetro de distância. Este valor mudará conforme a parte do corpo que é tocada.

#### Visão
A visão dá ao cérebro a oportunidade de perceber e responder a mudanças que ocorrem ao redor do corpo. Informações, ou estímulos, na forma de luz entram na retina, onde excitam um tipo especial de neurônio chamado célula fotorreceptora. Um potencial graduado local começa no fotorreceptor, excitando a célula o bastante para que o impulso seja transmitido ao longo de uma sequência de neurônios rumo ao sistema nervoso central. Conforme o sinal viaja dos fotorreceptores a neurônios maiores, potenciais de ação devem ser criados para que o sinal tenha força suficiente para chegar ao SNC. Se o estímulo não garantir uma resposta suficientemente intensa, é dito que ele não atingiu o limiar absoluto e o corpo não reage. Entretanto, se o estímulo é forte o bastante para criar um potencial de ação nos neurônios distantes do fotorreceptor, o corpo integrará a informação e reagirá ao estímulo apropriadamente. Informações visuais são processados no lobo occipital do SNC, especificamente no córtex visual primário.
O limiar absoluto para a visão é a quantidade mínima da sensação necessária para provocar uma resposta dos fotorreceptores no olho. A quantidade desta sensação tem um valor definível e é frequentemente considerada como a quantidade de luz apresentada por alguém que segura uma vela a 48 quilômetros de distância, se os olhos do receptor estiverem adaptados à escuridão.

#### Olfato
O olfato permite ao corpo reconhecer moléculas químicas no ar pela inalação. Órgãos olfatórios localizados nos dois lados do septo nasal consistem em epitélio olfatório e lâmina própria. O epitélio olfatório, que contém células receptoras olfatórias, cobre a superfície inferior da lâmina crivosa, a porção superior da lâmina perpendicular e a concha nasal superior. Apenas aproximadamente dois por cento dos compostos transportados pelo ar inalados são levados aos órgãos olfatórios como uma pequena amostra do ar que é inalado. Receptores olfatórios se estendem pela superfície epitelial, servindo de base a muitos cílios imersos no muco circundante. Proteínas ligadas a odorantes interagem com estes cílios, estimulando os receptores. Odorantes são geralmente pequenas moléculas orgânicas. Maior umidade e lipossolubilidade tornam mais forte a sensação provocada por um odorante. Um odorante ligado a receptores acoplados à proteína G ativa adenilato ciclase, que converte trifosfato de adenosina (ATP) em monofosfato cíclico de adenosina (cAMP). cAMP, por sua vez, promove a abertura dos canais de sódio, resultando em um potencial localizado.
O limiar absoluto para o olfato é a quantidade mínima da sensação necessária para provocar uma resposta dos receptores no nariz. A quantidade desta sensação tem um valor definível e é frequentemente considerada como uma única gota de perfume em uma casa de seis cômodos. Este valor mudará dependendo a substância inalada.

#### Paladar
O paladar registra o sabor dos alimentos e de outros materiais que passam pela língua e pela boca. Células gustativas estão localizadas na superfície da língua e em porções adjacentes da faringe e da laringe. Células gustativas formam papilas gustativas, células epiteliais especializadas, que geralmente são substituídas a cada dez dias. De cada célula, saem microvilos, às vezes chamados de pelos gustativos, que também estão nos poros da língua e dentro da cavidade oral. Substâncias dissolvidas interagem com estas células receptoras; diferentes sabores ligam-se a receptores específicos. Receptores dos sabores salgado e azedo são receptores ionotrópicos, que despolarizam a célula. Receptores dos sabores doce, amargo e umami são chamados de gustaducinas, receptores acoplados à proteína G especializados. As células de ambos os tipos de receptores emitem neurotransmissores a fibras aferentes, criando um potencial de ação.
O limiar absoluto para o paladar é a quantidade mínima da sensação necessária para provocar uma resposta dos receptores na boca. A quantidade desta sensação tem um valor definível e é frequentemente considerada como uma gota de quinino em 946 litros de água.

#### Audição
Mudanças na pressão causadas pela chegada de um som na orelha externa ressoam na membrana timpânica, que se articula com os ossículos auditivos, também conhecidos como ossos da orelha média. Estes minúsculos ossos multiplicam estas flutuações na pressão conforme passam a perturbação à cóclea, uma estrutura óssea espiralada no interior da orelha interna. Células ciliadas no duto coclear, especificamente no órgão de Corti, se curvam conforme as ondas de fluido e do movimento da membrana viajam pelas câmaras da cóclea. Neurônios sensoriais bipolares situados no centro da cóclea monitoram as informações destas células receptoras e passam os dados ao tronco cerebral pelo ramo coclear do nervo craniano VIII. Informações sobre sons são processadas no lobo temporal do SNC, especificamente no córtex auditivo primário.
O limiar absoluto para a audição é a quantidade mínima da sensação necessária para provocar uma resposta dos receptores nos ouvidos. A quantidade desta sensação tem um valor definível e é frequentemente considerada como o tique-taque de um relógio a seis metros de distância em um ambiente silencioso.

#### Equilíbrio
Dutos semicirculares, conectados diretamente à cóclea, podem interpretar e enviar ao cérebro informações sobre o equilíbrio por um método parecido com aquele usado para a audição. Células ciliadas nestas partes do ouvidos contam com cinocílios e estereocílios em um material gelatinoso que forra os dutos deste canal. Em partes destes canais semicirculares, especificamente nas máculas, cristais de carbonato de cálcio conhecidos como estatocônios repousam na superfície deste material gelatinoso. Quando se inclina a cabeça ou quando o corpo entra em aceleração linear, estes cristais se movem, perturbando os cílios das células ciliadas e, consequentemente, afetando a emissão do neurotransmissor a ser recebido pelos nervos sensoriais ao redor. Em outras áreas do canal semicircular, especificamente na âmpula, uma estrutura conhecida como cúpula — análoga ao material gelatinoso na mácula — entorta células ciliadas como quando o meio fluido que a envolve faz a própria cúpula se mover. A âmpula comunica ao cérebro informações sobre a rotação horizontal da cabeça. Neurônios do gânglio vestibular adjacente monitoram as células ciliadas nestes dutos. Estas fibras sensoriais formam o ramo vestibular do nervo craniano VIII.

## Resposta celular
Geralmente, a resposta celular a um estímulo é definida como uma mudança no estado ou na atividade da célula em termos de movimento, secreção, produção de enzimas ou expressão gênica. Receptores nas superfícies da célula são componentes sensíveis que monitoram estímulos e respondem às mudanças no ambiente transmitindo o sinal a um centro de controle para futuro processamento e resposta. Estímulos são sempre convertidos em sinais elétricos via transdução. Este sinal elétrico, ou potencial receptor, toma um caminho específico pelo sistema nervoso para iniciar uma resposta sistemática. Cada tipo de receptor é especializado em responder preferencialmente a apenas um tipo de energia de estímulo, chamado estímulo adequado. Receptores sensoriais têm uma gama bem definida de estímulos aos quais respondem e cada um é ajustado às necessidades particulares do organismo. Estímulos são transmitidos ao longo do corpo por mecanotransdução ou quimiotransdução, dependendo da natureza do estímulo.

### Estímulos mecânicos
Em resposta a um estímulo mecânico, supõe-se que os sensores celulares de força sejam as moléculas da matriz extracelular, o citoesqueleto, as proteínas transmembranares, as proteínas na interface dos fosfolípidos da membrana, elementos da matriz nuclear, a cromatina e a bicamada lipídica. A resposta pode ser dupla: a matriz extracelular, por exemplo, é um condutor de forças mecânicas, mas sua estrutura e sua composição também são influenciadas pelas respostas celulares àquelas forças igualmente aplicadas ou endogenamente geradas. Canais iônicos mecanossensíveis são encontrados em muitos tipos de células e tem se mostrado que a permeabilidade destes canais a cátions é afetada por receptores de tensão e estímulos mecânicos. A permeabilidade dos canais iônicos é a base para a conversão de um estímulo mecânico em um sinal elétrico.

### Estímulos químicos
Estímulos químicos, como odorantes, são recebidos por receptores celulares que estão frequentemente ligados a canais iônicos responsáveis pela quimiotransdução. Este é o caso das células olfatórias. A despolarização nestas células resulta da abertura de canais catiônicos não seletivos após a aproximação do odorante ao seu receptor específico. Receptores acoplados à proteína G na membrana plasmática destas células podem abrir caminhos de segundos mensageiros, o que faz com que canais catiônicos se abram.
Em resposta a estímulos, o receptor sensorial inicia a transdução de sinais ao criar potenciais graduados ou potenciais de ação na mesma célula ou em uma célula adjacente. A sensibilidade aos estímulos é obtida pela amplificação química ao longo do sistema de segundos mensageiros, no qual cascatas enzimáticas produzem um grande número de produtos intermediários, aumentando o efeito de uma molécula receptora.

## Resposta sistemática

### Resposta do sistema nervoso
Embora receptores e estímulos sejam variados, a maioria dos estímulos extrínsecos primeiramente geram potenciais graduados localizados nos neurônios associados a um órgão ou tecido sensorial específico. No sistema nervoso, estímulos internos e externos podem provocar respostas de duas categorias distintas: uma resposta excitatória, normalmente na forma de um potencial de ação, e uma resposta inibitória. Quando um neurônio é estimulado por um impulso excitatório, dendritos neuronais são ligados por neurotransmissores, o que torna a célula permeável a um tipo específico de íon; o tipo de neurotransmissor determina a que íon a célula se tornará permeável. Em potenciais pós-sinápticos excitatórios, uma resposta excitatória é gerada. Isto é causado por um neurotransmissor excitatório, normalmente glutamato, que se liga a dendritos de um neurônio, causando um fluxo de íons de sódio pelos canais próximos ao local em que houve a ligação.
Esta mudança na permeabilidade da membrana nos dendritos é conhecida como potencial graduado local e faz a voltagem da membrana mudar de um potencial de repouso negativo para uma voltagem mais positiva, um processo chamado de despolarização. A abertura dos canais de sódio permite a abertura de outros canais de sódio ao redor, permitindo que a mudança na permeabilidade se espalhe dos dendritos ao soma. Se um potencial graduado é forte o bastante, ou se vários potenciais graduados ocorrem em uma frequência suficientemente elevada, a despolarização é capaz de se espalhar pelo soma até o cone do axônio. Do cone do axônio, um potencial de ação pode ser gerado e propagado pelo axônio, provocando a abertura dos canais de íons de sódio no axônio conforme o impulso é transmitido. Uma vez que o sinal começa a passar pelo axônio, o potencial de membrana já superou o limiar, o que significa que ele não pode ser detido. Este fenômeno é conhecido como resposta tudo ou nada. Grupos de canais de sódio abertos pela mudança no potencial da membrana fortalecem o sinal conforme ele se afasta do cone do axônio, permitindo que ele se mova pelo axônio inteiro. Quando a despolarização chega ao fim do axônio, ou terminal axônico, o fim do neurônio se torna permeável a íons de cálcio, que entram na célula por canais de íons de cálcio. O cálcio causa a liberação de neurotransmissores armazenados nas vesículas sinápticas, que ocupam a sinapse entre dois neurônios conhecidos como neurônios pré-sináptico e pós-sináptico. Se o sinal vindo do neurônio pré-sináptico é excitatório, causará a liberação de um transmissor excitatório, causando uma resposta semelhante no neurônio pós-sináptico. Estes neurônios podem se comunicar com milhares de outros receptores e interferir em células por redes dendríticas extensas e complexas. A comunicação entre receptores desta forma permite discriminar e interpretar mais explicitamente estímulos externos. Efetivamente, estes potenciais graduados localizados disparam potenciais de ação que se comunicam, em sua frequência, por axônios, chegando aos córtex específicos do cérebro no final. Nestas partes também altamente especializadas do cérebro, estes sinais são articulados a outros para possivelmente disparar uma nova resposta.
Se um sinal de um neurônio pré-sináptico é inibitório, neurotransmissores inibitórios, normalmente ácido gama-aminobutírico (GABA), serão liberados na sinapse. Este neurotransmissor causa um potencial pós-sináptico inibitório no neurônio pós-sináptico. Esta resposta tornará o neurônio pós-sináptico permeável a íons cloreto, convertendo o potencial de membrana da célula em negativo; um potencial de membrana negativo torna mais difícil à célula disparar um potencial de ação e impede que qualquer sinal passe através do neurônio. Dependendo do tipo de estímulo, um neurônio pode ficar tanto excitatório, quanto inibitório.

### Resposta do sistema muscular
Nervos do sistema nervoso periférico se espalham por várias partes do corpo, incluindo fibras musculares. Uma fibra muscular está conectada a um neurônio motor. O ponto em que o neurônio motor se liga à fibra muscular é conhecido como junção neuromuscular. Quando músculos recebem informações de estímulos internos ou externos, fibras musculares são estimuladas pelos seus respectivos neurônios motores. Impulsos são passados do sistema nervoso central pelos neurônios até chegarem ao neurônio motor, que libera o neurotransmissor acetilcolina (ACh) na junção neuromuscular. A ACh se liga a receptores nicotínicos de acetilcolina na superfície da célula muscular e abre canais iônicos, permitindo que íons de sódio fluam para dentro e íons de potássio fluam para fora de célula; este movimento iônico causa uma despolarização, que permite a liberação de íons de cálcio para dentro da célula. Íons de cálcio se ligam a proteínas no interior da célula muscular para permitir a contração muscular, a consequência definitiva de um estímulo.

### Resposta do sistema endócrino

#### Vasopressina
O sistema endócrino é intensamente afetado por muitos estímulos internos e externos. Um estímulo interno que causa liberação de hormônios é a pressão arterial. A hipotensão, ou baixa pressão arterial, é uma intensa força em favor de liberação de vasopressina, um hormônio que causa a retenção de água nos rins. Este processo também aumenta a sede do indivíduo. Pela retenção ou consumo de líquido, se a pressão arterial de um indivíduo retorna ao normal, a liberação de vasopressina se torna mais lenta e os rins retêm menos líquido. A hipovolemia, ou baixos níveis de líquido no corpo, também pode atuar como um estímulo que causa esta resposta.

#### Epinefrina
A epinefrina, também conhecida como adrenalina, também é comumente usada em resposta tanto a estímulos internos, quanto externos. Uma causa comum da liberação deste hormônio é a reação de lutar ou fugir. Quando o corpo encontra um estímulo externo potencialmente perigoso, a epinefrina é liberada a partir das glândulas suprarrenais. A epinefrina causa mudanças fisiológicas no corpo, como a constrição de vasos sanguíneos, a dilatação das pupilas, o aumento das frequências cardíaca e respiratória e o metabolismo da glicose. Todas estas respostas a um único estímulo ajudam a proteger o indivíduo, seja a decisão permanecer e lutar ou fugir e evitar perigo.

### Resposta do sistema digestivo

#### Fase cefálica
O sistema digestivo pode responder a estímulos externo, tais como a visão ou o aroma de um alimento, e causar mudanças fisiológicas antes mesmo do alimento entrar no corpo. Este reflexo é conhecido como fase cefálica da digestão. A visão e o aroma do alimento são estímulos suficientemente fortes para causar salivação, secreção de enzimas gástricas e pancreáticas e secreção endócrina em preparação para os nutrientes que virão; começando o processo digestivo antes que o alimento chegue ao estômago, o corpo é capaz de metabolizar de forma mais efetiva e eficiente o alimento nos nutrientes necessários. Assim que o alimento chega à boca, o sabor e as informações dos receptores na boca contribuem para a resposta digestiva. Quimiorreceptores e mecanorreceptores, ativados pela mastigação e pela deglutição, aumentam ainda mais a liberação de enzimas no estômago e no intestino.

#### Sistema nervoso entérico
O sistema digestivo também é capaz de responder a estímulos internos. O sistema nervoso entérico por si só contém milhões de neurônios. Estes neurônios atuam como receptores sensoriais que podem detectar mudanças, como a entrada de alimento no intestino delgado. Dependendo do que estes receptores sensoriais detectam, certas enzimas e sucos digestivos do pâncreas e do fígado podem ser secretados para ajudar no metabolismo e na quebra do alimento.

## Métodos e técnicas

### Técnicas declamping
Medições intracelulares de potenciais elétricos através da membrana podem ser obtidos por registros com microeletrodos. Técnicas de patch-clamp permitem a manipulação da concentração iônica ou lipídica dentro e fora da célula enquanto registram potencial. Desta forma, podem ser avaliados os efeitos de várias condições sobre o limiar e a propagação.

### Escaneamento neuronal não invasivo
A tomografia por emissão de pósitrons (PET) e a imagem por ressonância magnética permitem a visualização não invasiva de regiões ativadas do cérebro enquanto o sujeito de teste é exposto a diferentes estímulos. A atividade é monitorada com base no fluxo sanguíneo em uma região particular do cérebro.

### Tempo de reflexo de flexão do membro posterior
Sorin Barac et al., em um artigo publicado recentemente no Journal of Reconstructive Microsurgery, monitoraram a resposta de ratos de teste a estímulos de dor, induzindo um estímulo agudo e externo de calor e medindo o tempo de reflexo de flexão do membro posterior.